# あぜち守
あぜち 守（あぜち まもる、9月3日 - ）は、日本の俳優、ナレーター。ギャラクシーオーシャン所属。以前は81プロデュースに所属していた。神奈川県出身。

## 略歴
国立音楽大学声楽科を経て、日劇ダンシングチームに入団。NHK教育テレビのレギュラーや各種ミュージカルで活動。その他、ストレートプレイ、コンサート、レヴュー、ナレーションなど幅広い活動を行っている。

## 人物
趣味・特技はピアノ弾き語り、三味線、日本舞踊、ジャズダンス、スキューバダイビング、カラオケ。資格は介護ヘルパー2級。
バストは90cm、ウエストは85cm、ヒップは89cm、靴のサイズは25cm。

## 出演

### テレビドラマ
- 開幕ベルは華やかに
- 鑑識の神様

### テレビ番組
- なかよしリズム

### ゲーム
- ゴルフ・ナビゲーター

### ラジオ
- こころをよむ

### CM
- アサヒ本生
- サントリー ダイエット生
- 大和証券

### VP
- INAX
- ウィルネス
- セザールマンション
- 大京
- 大正製薬

### 舞台
- あなただけ今晩は
- 王様と私
- ザ・ファンタスティックス（マット）
- シェルブールの雨傘
- シカゴ
- SEMPO -日本のシンドラー 杉原千畝物語-（ローゼンツ）
- 日本人万歳
- バタフライはフリー（英語版）
- ブックショップ
- 森は生きている
- やまびこ物語

劇団未来劇場 客演
- アメンチア
- 花狂夢紙月夜
- シャンテ・ラ・レビュー
- MABU

劇団鳥獣戯画 客演
- カルフォルニア ドリーミン
- 好色五人女
- サーカス物語
- 十八番
- 真夏の夜の夢

### コンサート
- リサイタル『利己的な児』
- コンサート『あぜち家の人々』